# 楚爾維爾

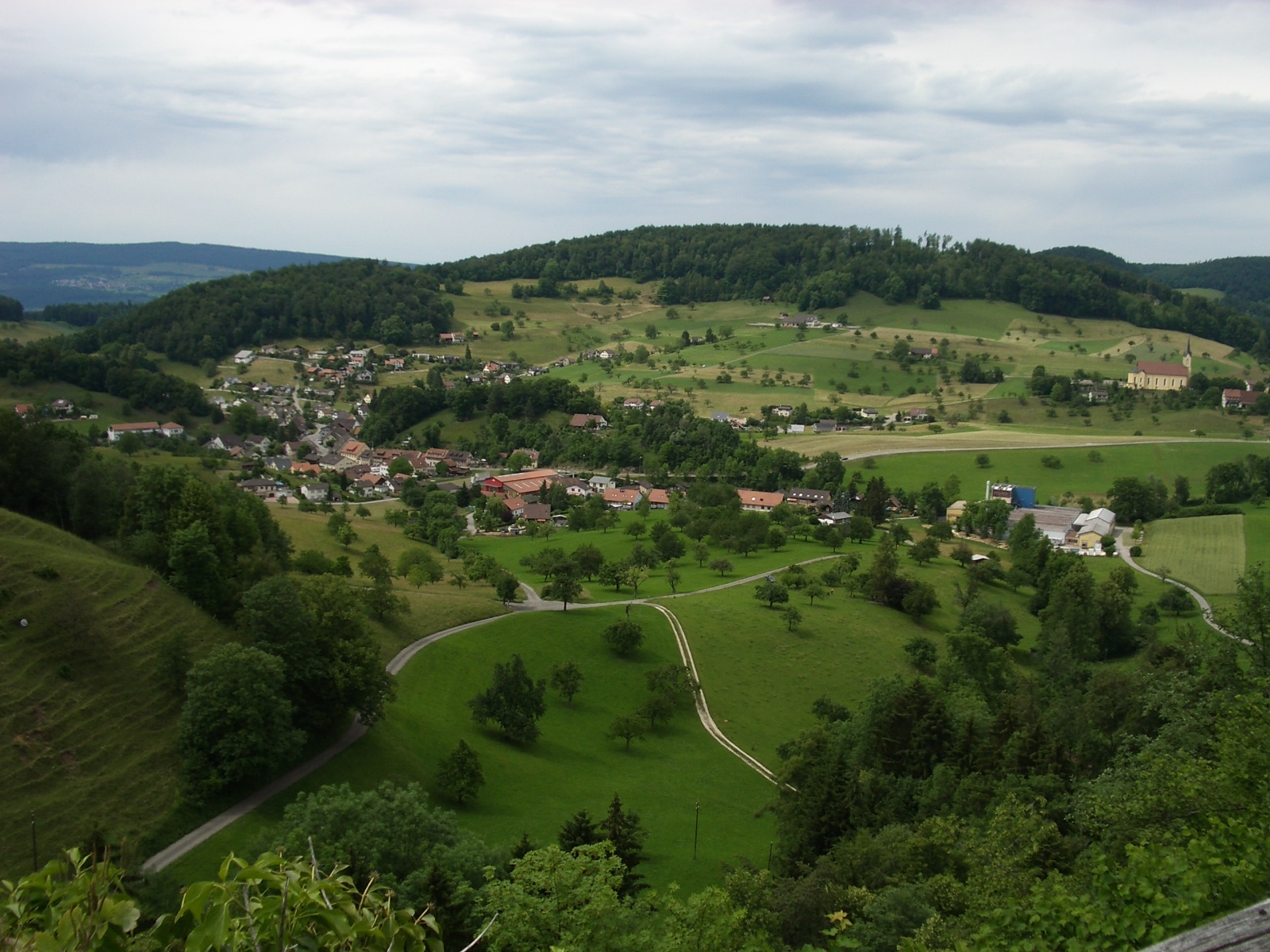

楚爾維爾是瑞士的城鎮，位於該國北部，由索洛圖恩州負責管轄，面積3.64平方公里，海拔高度592米，2012年人口623，七成人口信奉羅馬天主教，人口密度每平方公里171人。